# Persona Q: Shadow of the Labyrinth
Persona Q: Shadow of the Labyrinth (ペルソナQ シャドウ オブ ザ ラビリンス Perusona Kyū: Shadō obu za Rabirinsu?, "Persona Q: Labyrintens skugga") är ett datorrollspel i första person som utvecklades och gavs ut av Atlus till Nintendo 3DS i Japan den 5 juni 2014. Det gavs också ut av Nintendo på koreanska i Sydkorea den 23 oktober 2014. Spelet gavs även ut på engelska av Atlus USA i Nordamerika den 25 november 2014, och av NIS America i Europa den 28 november samma år. Spelet är en crossover mellan de två tidigare Persona-spelen Persona 3 och 4.

## Spelupplägg
Liksom det första spelet i serien, samt regissören Daisuke Kanedas tidigare spelserie Etrian Odyssey, är Persona Q ett datorrollspel i vilket spelaren tar sig genom dungeons i första person. Även strider är i första person, men stridssystemet liknar delvis det i Persona 3 och 4, med menybaserad input, frambesvärjning av personas, och "all-out attacks".

## Handling
Beroende på om spelaren spelar som Persona 3:s eller 4:s protagonister, förlöper handlingen olika. Om spelaren väljer att spela som Persona 3:s protagonist börjar berättelsen i mitten av Persona 3 under en stormig höstnatt. Då Gekkoukan Highs kulturfestival har blivit inställd på grund av stormvädret, samlas SEES i Tartarus, där de hör ljudet av en klocka. Efter att ha gått in i Velvet Room, finner de sig i mitten av kulturfestivalen på Yasogami High, där de möter skuggor som liknar dem de slogs mot i Tartarus. Medan de slåss mot dem och letar efter en väg ut, stöter de på Investigation Team.
Om spelaren istället väljer att spela som Persona 4:s protagonist börjar berättelsen i mitten av Persona 4 under den sista dagen av kulturfestivalen på Yasogami High, då ljudet från ett klocktorn plötsligt ringer över skolan. Efter att ha hört klockan transporteras Investigation Team till ett parallellt universum, till en skola som ser exakt ut som Yasogami High med skillnaden att det på skolgården står ett högt klocktorn. Investigation Team genomsöker skolan och bekämpar skuggor, när de möter SEES. I det parallella universumet finner SEES och Investigation Team en pojke och flicka vid namn Zen och Rei, som har drabbats av minnesförlust.

## Utveckling
Atlus tillkännagav i juni 2010 på E3 2010 att de höll på att utveckla fyra spel till Nintendo 3DS: ett Shin Megami Tensei-spel, ett Etrian Odyssey-spel, ett Devil Survivor-spel, och ett Persona-spel; de tre första visade sig vara Shin Megami Tensei IV, Etrian Odyssey IV: Legends of the Titan och Devil Survivor Overclocked. Persona-spelet nämndes inte igen förrän i november 2013, då Atlus höll ett direktsänt event som den 24 november slutade med tillkännagivandet av Persona Q, Persona 4: Dancing All Night, Persona 5 och Playstation 3-versionen av Persona 4 Arena Ultimax. Spelet utvecklades av Atlus-studion P Studio.

## Mottagande
Speltidningen Famitsu gav Persona Q betyget 35/40.

## Annan media
Kodansha har givit ut två manga-serier baserade på spelet: Side: P3 och Side: P4, som följer Persona 3:s och 4:s respektive huvudpersoner. Side: P3 skrivs av Sō Tobita, och planeras ges ut i Bessatsu Shōnen Magazine från den 9 februari till den 9 november 2015,[uppföljning saknas] medan Side: P4 skrivs av Mizunomoto och ges ut i Monthly Shōnen Sirius sedan den 26 januari 2015.[uppföljning saknas]